# Reds
Reds är en amerikansk episk film från 1981 i regi av Warren Beatty, som även producerade filmen, skrev manuset (tillsammans med Trevor Griffiths) och spelar huvudrollen. Filmen handlar om journalisten John Reed, som skrev boken Tio dagar som skakade världen (1919) om oktoberrevolutionen. I övriga roller ses bland andra Diane Keaton som Louise Bryant och Jack Nicholson som Eugene O'Neill.

## Handling
Filmen handlar om den amerikanska journalisten och kommunisten John Reed (Warren Beatty) och hans hustru Louise Bryant (Diane Keaton) och deras upplevelser under Ryska revolutionen.

## Rollista (urval)
| Warren Beatty     | – John Silas "Jack" Reed     |
| Diane Keaton      | – Louise Bryant              |
| Edward Herrmann   | – Max Eastman                |
| Jerzy Kosiński    | – Grigorij Zinovjev          |
| Jack Nicholson    | – Eugene O'Neill             |
| Paul Sorvino      | – Louis C. Fraina            |
| Maureen Stapleton | – Emma Goldman               |
| Nicolas Coster    | – Paul Trullinger            |
| William Daniels   | – Julius Gerber              |
| M. Emmet Walsh    | – Talare – liberalistklubben |
| Ian Wolfe         | – Mr. Partlow                |
| Bessie Love       | – Mrs. Partlow               |
| Max Wright        | – Floyd Dell                 |
| Kathryn Grody     | – Crystal Eastman            |
| Dolph Sweet       | – Big Bill Haywood           |
| Gene Hackman      | – Pete Van Wherry            |
| Roger Sloman      | – Vladimir Lenin             |
| Stuart Richman    | – Lev Trotskij               |
| Oleg Kerenskij    | – Aleksandr Kerenskij        |
| John J. Hooker    | – Senator Overman            |
| Jan Tříska        | – Karl Radek                 |

## Om filmen
Reds regisserades av Warren Beatty, som också spelar huvudrollen. Filmen belönades med tre Oscar. En stor del av scenerna som utspelas i Moskva och S:t Petersburg spelades in i Helsingfors, Finland. I filmen besöks även Helsingfors. Delar av filmen spelades också in i Madrid på den stängda järnvägsstationen Estación de Delicias, vilken sägs vara en kopia av Leningrads järnvägsstation.